# Graham Verchere
Graham Marc Verchere (* 4. Februar 2002 in Vancouver, British Columbia) ist ein kanadischer Schauspieler.

## Leben
Verchere wurde 2002 in Vancouver als Sohn einer plastischen Kinderchirurgin und eines Medizinforschers geboren. Er hat einen älteren Bruder und einen Zwillingsbruder.
Seine erste Schauspielerische Erfahrung hatte er 2014 als Synchronsprecher in der Animationsserie My Little Pony – Freundschaft ist Magie. Daraufhin hatte Gastrollen in verschiedenen Serien wie Psych oder in Impastor. Im Jahr 2017 spielte er in der FX Fernsehserie Fargo eine Nebenrolle. 2018 spielte Verchere in dem Horror-Mystery-Film Summer of 84 die Hauptrolle. Im August 2018 wurde bekannt gegeben, dass er die Hauptrolle in Disneys Verfilmung des Romans Stargirl spielen wird.

## Filmografie (Auswahl)
- 2014–2017: My Little Pony – Freundschaft ist Magie (My Little Pony: Friendship Is Magic, Animationsserie, Stimme)
- 2014: Psych (Fernsehserie, 1 Folge)
- 2015: Impastor (Fernsehserie, 1 Folge)
- 2015: Once Upon a Time – Es war einmal … (Once Upon a Time, Fernsehserie, 1 Folge)
- 2017: Woody Woodpecker
- 2017: Fargo (Fernsehserie, 7 Folgen)
- 2017–2022: The Good Doctor (Fernsehserie, 8 Folgen)
- 2018: Summer of 84
- 2018–2019:  Supergirl (Fernsehserie, 7 Folgen)
- 2020: Stargirl: Anders ist völlig normal (Stargirl)
- 2022: Two Sentence Horror Stories (Fernsehserie, 1 Folge)
- 2022: Mord im Auftrag Gottes (Fernsehserie, 1 Folge)
- 2023: Alert: Missing Persons Unit (Fernsehserie)
- 2023: Der Untergang des Hauses Usher (Fernsehserie, 1 Folge)
- 2023: Creepshow (Fernsehserie, 1 Folge)
- 2025: Wild Cards (Fernsehserie, 1 Folge)